# Grünewald
Grünewald is een gemeente in de Duitse deelstaat Brandenburg, gelegen in de Landkreis Oberspreewald-Lausitz.
Grünewald telt 514 inwoners.